# Rebelião militar tailandesa de 1981
A rebelião militar tailandesa de 1981 foi uma tentativa de golpe militar para consolidar o poder do governo de Prem Tinsulanonda encenada por líderes militares tailandeses da Classe 7 em 1 de abril de 1981, porém um contra-golpe de Prem, Arthit Kamlang-ek e apoio do família real em 3 de abril levou ao fracasso do golpe, transformando-o numa rebelião. Na Tailândia, é conhecida como a "Rebelião dos Jovens Turcos" (em tailandês:  กบฏยังเติร์ก), referindo-se a facção de oficiais militares que lideraram o golpe, ou mais zombeteiramente como "Rebelião do Dia da Mentira" (em tailandês:  กบฏเมษาฮาวาย), referindo-se à data do golpe junto com seu fracasso. A tentativa de golpe falhou apesar de reunir o apoio de até 42 batalhões, o maior número na história da Tailândia.

## Antecedentes
Os oficiais de campo da Escola Preparatória das Academias das Forças Armadas, Classe 7, conhecidos como os "Jovens Turcos", incluindo Manoonkrit Roopkachorn (Manoon Roopkachorn na época), Prajak Sawangjit e Pallop Pinmanee, estiveram envolvidos no golpe de Estado de 1976 como uma força significativa e ajudaram Kriangsak Chamanan a tornar-se primeiro-ministro. Mais tarde, quando Kriangsak se tornou impopular, eles apoiaram fortemente e auxiliaram Prem Tinsulanonda, o líder do exército do nordeste, a tornar-se primeiro-ministro da Tailândia em 1980. Prem percebeu que não deveria depender apenas da Classe 7 e começou a procurar o apoio de outra classe.

## Prelúdio
Em 31 de março de 1981, os líderes da Classe 7 visitaram Prem durante a noite para pedir-lhe que liderasse um golpe em 1 de abril, mas Prem recusou. Arthit Kamlang-ek, vice-comandante da região do 2.º Exército, foi informado do plano golpista. Arthit telefonou para a Rainha Sirikit. Ela então ordenou que o grupo de planejadores do golpe permitisse que Prem fosse ao palácio real.

## Golpe
Em 1 de abril de 1981, os líderes da Classe 7 liderados por San Jitpatima, vice-comandante-chefe do exército, deram um golpe, autodenominando-se "Conselho Revolucionário". Manoonkrit, secretário-geral do grupo, proclamou razões como políticos egoístas, problemas de justiça social e problemas econômicos.
Prem foi para a Base Suranari da Área do 2º Exército na província de Nakhon Ratchasima com a Família Real Tailandesa, incluindo o Rei Bhumibol Adulyadej, pela manhã, e organizou um contra-golpe com a ajuda de Arthit. A influência da Família Real ajudou Prem a obter o apoio do segundo, terceiro e quarto exércitos regionais, da Marinha Real Tailandesa e da Força Aérea Real Tailandesa. O 21.º Regimento de Infantaria, a Guarda da Rainha, entrou secretamente em Bangkok em 3 de abril e prendeu os líderes da intentona golpista.

## Consequências
Após o fracasso do golpe, os seus líderes fugiram do país para vários destinos. Posteriormente, 52 foram anistiados e tiveram suas patentes militares restauradas. Tendo ajudado Prem a reprimir o golpe, Arthit foi promovido a Comandante da 1.ª Área do Exército. Manoonkrit e os "Jovens Turcos" tentariam outro golpe em 1985, que também falhou.

## Nota
- Este artigo foi inicialmente traduzido, total ou parcialmente, do artigo da Wikipédia em inglês cujo título é «1981 Thai military rebellion».

### Citações
1. 1 2  «1 เม.ย.2524 42 กองพันยังสู้ไม่ได้ กบฏยังเติร์ก "วันโกหกโลก"». คมชัดลึกออนไลน์ (em tailandês). 1 de abril de 2019. Consultado em 9 de dezembro de 2022
2. ↑  «Prem Tinsulanonda, prime minister of Thailand during the 1980s, who survived coup attempts and supported the Thai monarchy behind the scenes – obituary». The Telegraph. 30 de maio de 2019. Cópia arquivada em 11 de maio de 2024
3. 1 2 3  Tamada 1995, p. 321.
4. ↑  Tamada 1995, p. 322.
5. ↑  «วีรกรรม จปร.7 "กบฏยังเติร์ก" หวังโค่นอำนาจ "พล.อ.เปรม" สุดท้ายล้มเหลว». www.thairath.co.th (em tailandês). 21 de fevereiro de 2019. Consultado em 9 de dezembro de 2022
6. ↑  «Return of 'Young Turk' threatens Thailand's political stability». United Press International. 17 de novembro de 1992